# Nerf Herder
Nerf Herder est un groupe de rock américain, originaire de Santa Barbara, en Californie. La formation pop punk qualifie son style de nerd rock, en raison des thèmes souvent juvéniles ou humoristiques qu'elle préconise dans ses chansons, fréquemment truffées de références à la culture populaire ou à des séries ou films culte, tels que Star Trek ou Star Wars (d'où elle a tiré son nom). 
Nerf Herder est surtout connu pour avoir composé la musique thème de la série télévisée américaine Buffy contre les vampires.
Le groupe se sépare brièvement en 2003, soit l'année suivant la parution du dernier de ses trois albums, pour effectuer un retour vers la fin de 2005.

## Biographie
Nerf Herder est formé à Santa Barbara, en Californie, en 1994,, par le chanteur et guitariste Parry Gripp, le batteur Steve Sherlock et le bassiste Charlie Dennis.
Un premier album intitulé Nerf Herder est publié en 1996 sur My Records, un label appartenant à Joey Cape, chanteur de Lagwagon (qui a d'ailleurs produit les deux premiers albums du groupe), puis sur Arista Records. Nerf Herder obtint alors une certaine visibilité aux États-Unis avec sa chanson Van Halen, qui est publié par Artista Records,.
Après la parution de ce premier disque, le groupe passe de trois à cinq membres, alors que Dennis quitte pour être remplacé par Pete Newbury, et qu'un nouveau guitariste, Dave Ehrlich, se joint à la formation. Le passage de ce dernier au sein de Nerf Herder sera toutefois de courte durée, puisqu'il quitte avant la sortie, en 2000, du second album How to Meet Girls, pour être remplacé par Justin Fisher.
Leur nouvel album American Cheese est publié en 2002. La chanson High Five Anxiety, de American Cheese, apparait sur la bande sonore du jeu vidéo Major League Baseball 2K7. Pour la tournée qui suit la parution de ce disque complet, le deuxième sur Honest Don's Records, Ben Pringle (qui fera partie des Rentals) remplace Fisher. Le groupe est l'invité musical du dernier épisode de la saison 2003 de Buffy contre les vampires.
Nerf Herder annonce sa séparation en 2003, mais revient en 2005 dans sa formation originale (Gripp, Sherlock et Dennis). Leur morceau Mr.Blue Sky peut être entendue dans le générique qui conclut le documentaire britannique The Great Global Warming Swindle, paru en 2007[réf. nécessaire]. Le trio prévoit un nouvel album pour 2008 (tel qu'annoncé sur leur page MySpace le 10 octobre 2007. Il devrait avoir pour nom Nerf Herder IV.
En 2014, Nerf Herder commence à travailler sur un album intitulé Rockingham, qui est publié le 11 mars 2016.

## Influences
Parmi les influences du groupe, on retrouve Weezer, certaines formations pop punk américaines auxquelles leur son s'apparente, ainsi que Jonathan Richman[réf. nécessaire]. Nerf Herder a déjà fait de la tournée avec The Vandals, Weezer et Bloodhound Gang.

## Origine du nom du groupe
Le groupe tire son nom d'une réplique du film Star Wars, épisode V : L'Empire contre-attaque. Dans la version originale anglaise, la Princesse Leia injurie Han Solo : « Why you stuck-up, half-witted, scruffy-looking nerf herder! ».

## Membres

### Membres actuels
- Parry Gripp – chant, guitare (1994–2003, depuis 2005)
- Steve Sherlock – batterie, chant (1994–2003, depuis 2005)
- Ben Pringle – basse, chant (2002–2003, depuis 2009)
- Linus of Hollywood – guitare, claviers (depuis 2008)

### Anciens membres
- Charlie Dennis – basse, chant (1994–1998, 2005–2009)
- Dave Ehrlich – guitare (1997–2003)
- Pete Newbury – basse, chant (1998–1999)
- Marko 72 – basse (1999)
- Justin Fisher – basse, chant, claviers (1999–2002)

## Discographie

### Albums studio
- 1996 : Nerf Herder
- 2000 : How To Meet Girls
- 2002 : American Cheese
- 2008 : Nerf Herder IV
- 2016 : Rockingham

### EP
- 2001 : My E.P.
- 2002 : High Voltage Christmas Rock